# Saoirse-Monica Jackson
Pour les articles homonymes, voir Jackson.
Saoirse-Monica Jackson, née le 24 novembre 1993 à Derry, est une actrice nord-irlandaise connue pour son rôle de Erin dans la série Derry Girls,.

## Carrière
Née à Londonderry d'une mère conseillère et d'un père ingénieur, Saoirse-Monica Jackson est membre d'un club de théâtre à Greencastle pendant son enfance et fait aussi partie du club de théâtre du Saint Cecilia's College de Derry où elle étudie.
Après avoir fini ses études, Saoirse-Monica Jackson monte sur Londres où elle joue sur les planches, notamment dans The Ferryman de Jez Butterworth à West End dans le rôle de Shena Carney.
Depuis 2018, elle est l'un des personnages principaux de la série nord-irlandaise Derry Girls, qui est la série télévisée la plus regardée en Irlande du Nord depuis 2018. Cette année-là, elle est nommée dans la catégorie de la meilleure actrice dans un rôle principal aux Irish Film and Television Awards. En mars 2020, elle remporte le prix de la meilleure actrice dans une série comique aux Royal Television Society Awards pour son rôle dans Derry Girls.

## Filmographie
Sauf indication contraire, les informations mentionnées dans cette section peuvent être confirmées par la base de données cinématographiques IMDb,  présente dans la section « Liens externes ».
- 2018-2022 : Derry Girls : Erin
- 2021 : Finding You de Brian Baugh : Emma Callaghan
- 2023 : The Flash d'Andrés Muschietti : Patty Spivot
- 2024 : Le Décaméron : Misia